# Арнаут
Арнаут је један од турских назива за народ који је насељавао Османску Албанију у доба Османског царства.

## Етимологија
Реч „Арнаут” је турцизам у српском језику. На турском реч „Арнаути” (Arnavutlar, једн. Arnavut) означава Албанце (или људе из Албаније). Сматра се да је ова реч у турски језик дошла из грчког језика и да потиче од грчке речи „арнабитис”, мада се у грчком језику за Албанце користе и речи „Арваникос”, „Арбаникос”, „Алваникос”, „Арванити”, „Арванитас” и сл.

## Значење
Реч „Арнаут” је током историје имала различита значења и на различите начине је било одређивано њено значење.

### Некадашње значење
Преглед историјске грађе показује да се реч „Арнаут” најчешће односи на Албанце који су служили у војсци Османског царства, како Албанце муслимане тако и Албанце хришћане.. Историјска грађа међутим такође наводи да су Арнаути служили и у аустроугарској војсци.
Иако сви постојећи когнати указују да се реч етимолошки односи на Албанце, у доба Османског а затим Аустроугарског царства, ова реч се односила и на албанизоване Словене, углавном Србе.. Иако се ова реч првобитно највероватније односила на Албанце, занимљиво је приметити да данас међу Албанцима није забележен значајан број презимена која у себи садрже корен речи „Арнаут”. Са друге стране, постоји велики број данашњих Јужних Словена који се презивају Арнаутовић, Арнаут, Арнауталић, Арнаутовски итд.

## Теорија о пореклу Арнаута
Арнаут је стари турски назив за Албанце који се користио за целокупно албанско становништво у Османском царству, али временом је почео да се користи искључиво за Словене, најчешће Србе, који су примили ислам и асимиловали се са северним Албанцима.
Британски историчар Харолд Темперлеј (Harold William Vazelle Temperley) је сматрао да су Арнаути исламизирани Срби .
Расправа о Арнаутима, као албанизованим Србима може се наћи и у књизи Јована Цвијића Балканско полуострво (1922). Цвијић је и пре ове књиге направио неколико етничких карата Косова, Метохије и околних области на којима је посебно означио Албанце и Арнауте. Нажалост, у самој књизи Цвијић није објаснио методологију коју је користио при изради својих карата односно разлучивању да ли је неко Албанац или Арнаут. Међутим, у самој књизи је објашњен процес „арнаућења” који се одвијао са појединцима/породицама у неколико етапа, а некада је био растегнут и преко више генерација: процес је почињао заменом српске народне ношње албанском (да би се избегла лака идентификација у несигурној средини), затим заменом православне хришћанске вере у исламску, онда двојезичношћу (учење албанског, употреба истог ван српске средине), и на крају званичном албанизацијом имена и презимена и одбацивањем српског језика (и у домену психолошког, одбацивањем сваке везе са српским пореклом и српском народном/националном припадности). Цвијић је такође прокоментарисао како су потпуно албанизовани Арнаути били најгори локални проблем за преостале Србе, јер су вршили далеко гора насиља против бивших сународника неголи прави Албанци који су се доселили из Албаније .

## Карактер
Руски новинар Василије Немирович Данченко се у својој књизи, објављеној у другој половини 19. века бавио Арнаутима. Тако примећује о карактеру Арнаута исламске вере: "Арнаутин опет остаје један исти Арнаутин. Он ипак у својим непрелазним горама односи се потпуним пренебрегавањем према свему што је туђе, што није поникло на усменом предању о некаквим непознатим законима Скендер-бега. Он зна, да живи од рата и да никад није био раја. Правило је Арнаута да свагда и у свим приликама буду на страни јачега. Примили су ислам као веру јачега, да под њеном маском сачувају своје народне особине, које ничега општега немају са исламом. Расположили су Турке према себи, да се не односе према њима као к раји. То Турци добро разумеју, као и то да је арнаутски исламизам само фикција, па се задовољавају тиме што у своју корист експлоатишу њихову страст ка рату. Арнаути добро схватају свој привилегован положај, и користе се њиме против других народа."